# Uraniborg
Uraniborg és un observatori ubicat a l'illa de Ven, al sud-est de Suècia.
Durant l'any 1575 en Tycho Brahe va viatjar molt, fins a decidir-se a instal·lar-se a Basilea. El rei Frederic va voler que en Tycho Brahe es quedés a Dinamarca, ja que era considerat un científic de prestigi, i li va oferir un castell reial, oferta que va ser rebutjada. El rei Frederic, però, no es va fer enrere en la seva pretensió de mantenir Tycho Brahe al seu país, i li va oferir l'illa de Hveen, avui (Ven) situada a l'estret que separa Copenhaguen i Helsingborg. La proposta va incloure els fons necessaris per a la construcció d'una bona casa.
Tycho Brahe va visitar l'illa per primera vegada el 22 de febrer de 1576, i aquella mateixa tarda va fer la seva primera observació des de l'illa: una conjunció de Mart i la Lluna. El 23 de maig de 1575 es va signar el document oficial que assignava a Tycho Brahe l'illa.
El nou propietari va ordenar la construcció d'un observatori que va batejar amb el nom d'Uraniborg, en honor d'Urània, la musa de l'astronomia. L'observatori es va anar desenvolupant fins al punt de convertir-se en una important instal·lació científica, amb galeries per a l'observació, una biblioteca i diversos despatxos. Tycho va disposar a l'observatori de nombrosos ajudants, dels millors instruments de l'època i, fins i tot, d'una impremta pròpia per tal d'assegurar-se la publicació dels seus llibres. En aquesta impremta el científic publicava també els seus poemes, que semblaven ser força bons. Els seus recursos eren tan bons que va arribar a construir una fàbrica de paper per tal d'assegurar-se aquest material en tot moment.
Tycho Brahe va envoltar l'observatori d'Uraniborg del seu misticisme. Per exemple la disposició dels edificis pretenia representar l'estructura del cel.